# 杨建伯
杨建伯（1926年—），男，奉天（今辽宁）辽阳人，中国流行病学家，曾任哈尔滨医科大学教授、博士生导师。